# Too Late
Too Late es una película dramática independiente estadounidense de 2015. Escrita y dirigida por Dennis Hauck, fue protagonizada por John Hawkes.

## Argumento
Un detective privado recorre las calles de Los Ángeles en busca de una joven desaparecida, Dorothy Mahler, que está relacionada con su propio pasado. Se encuentra entonces en medio de un escándalo que implica a clubes de estriptis de la ciudad, a pequeños vendedores de droga y a chicas desaparecidas. La película no sigue un orden lineal: consta de cinco segmentos que se presentan fuera del orden cronológico. Las cinco partes son las siguientes:
La joven Dorothy Mahler camina por un sendero a las afueras de Los Ángeles. Telefonea al detective Mel Samson, a quien conoció hace un tiempo, diciendo que necesita su ayuda. Mientras espera que Samson llegue, Dorothy charla con dos traficantes de drogas, Jesse y Matthew, y se le acerca un guardabosques llamado Skippy Fontaine. Fontaine conversa con la joven, pero pronto descubrimos que hay un verdadero guardabosques muerto y que Fontaine ha suplantado su persona. Fontaine termina estrangulando a Dorothy, y un minuto después llegan los traficantes, Jesse y Matthew, que creen que ha muerto por sobredosis. Cuando huyen con miedo, se cruzan con Samson que los ve y descubre los cadáveres.
En el segundo segmento, Samson llega a la casa del sórdido dueño del club de estriptis Gordy, alegando que ha tenido un accidente automovilístico y que necesita usar su teléfono. Habla con su esposa, Janet, y toma una copa. Cuando Samson se encuentra cara a cara con Gordy y Roger Fontaine, el padre de Skippy, les revela su verdadera identidad: Dorothy tenía fotografías comprometedoras de Gordy y otra estríper, y él mandó asesinarla. Janet, indignada y desesperada, toma un arma y mata a tiros a Gordy y Roger. Samson se dice a sí mismo que ha de arreglar su vida.
El tercer segmento es el primero cronológicamente. Samson visita un club de estriptis y saluda a un artista llamado Jill. Allí se encuentra con Dorothy y le pide que tome un trago con él. La chica se escabulle y Samson camina hacia un club vecino. Ahora es la banda de Sally la que toca música en vivo, la última de la noche. Dorothy, que lo ha seguido, se une a él en un fotomatón. Cuando acaba de trabajar la banda, Samson nos deleita con una canción propia, dedicada a Mary. -Ah, como mi madre -dice Dorothy.
La cuarta parte es la última cronológicamente. Jill, una chica oriental, trabaja en un cine al aire libre. Samson, que la conoce, se acerca a ella, que le descubre una herida de bala en el pecho. Discuten sobre una antigua que hace ya algún tiempo. Samson le revela que ha venido al cine a detener a un asesino: Skippy Fontaine. Jill ayuda a Samson a detener al joven asesino, que está en un coche aparcado viendo la película. Tras atraparlo con unas esposas en el volante, Samson y Fontaine ponen el coche en marcha. Unos segundos después, suenan cinco disparos. Fontaine, que logra apuñalarlo en el abdomen con una botella rota, escapa y resulta ileso. Jill consuela a Samson en el auto y lo sostiene mientras muere, señalando el tatuaje de "Jilly Bean" que se hizo en su honor.
En la última parte, la abuela y la madre de Dorothy discuten mientras llega Samson, que ha de hacerse cargo del caso. Dorothy, la nieta e hija de ambas, ha desaparecido hace cinco días. El detective insiste en hacerlo sin coste alguno para ellas, por lealtad a Dorothy. Pero hablando en privado con Mary, la madre de Dorothy, el detective le recuerda una vieja relación de una sola noche, desvelando que es el padre de Dorothy y que la había visto crecer a distancia toda su vida. Mary estalla de ira y Samson huye del apartamento. Caminando hacia su automóvil, Samson es atacado por Jesse y Matthew, los vendedores de droga del comienzo de la película, que creen que solo con su muerte pueden estar libres de peligro. Disparan a Samson y huyen, pero el protagonista no tiene más que un rozón. Entra a su auto con sus leves heridas y mira una fotos de fotomatón en las que aparece él y su hija Dorothy. Arranca el coche y se va.

## Ficha técnica

### Reparto
- Crystal Reed : Dorothy Mahler
- John Hawkes: Sampson
- Vail Bloom: Janet Lyons
- Dichen Lachman: Jilly Bean
- Jeff Fahey: Roger
- Natalie Zea: Mary Mahler
- Joanna Cassidy: Eleanor Mahler
- Robert Forster: Gordy Lyons
- Sydney Tamiia Poitier: Veronica
- Brett Jacobsen: Fontaine
- Dash Mihok: Jesse
- Rider Strong: Matthew